# Wahlbezirk Österreich unter der Enns 63
Der Wahlbezirk Österreich unter der Enns 63 war ein Wahlkreis für die Wahlen zum Abgeordnetenhaus im österreichischen Kronland Österreich unter der Enns. Der Wahlbezirk wurde 1907 mit der Einführung der Reichsratswahlordnung geschaffen und bestand bis zum Zusammenbruch der Habsburgermonarchie.

## Geschichte
Nachdem der Reichsrat im Herbst 1906 das allgemeine, gleiche, geheime und direkte Männerwahlrecht beschlossen hatte, wurde mit 26. Jänner 1907 die große Wahlrechtsreform durch Sanktionierung von Kaiser Franz Joseph I. gültig. Mit der neuen Reichsratswahlordnung schuf man insgesamt 516 Wahlbezirke, wobei mit Ausnahme Galiziens in jedem Wahlbezirk ein Abgeordneter im Zuge der Reichsratswahl gewählt wurde. Der Abgeordnete musst sich dabei im ersten Wahlgang oder in einer Stichwahl mit absoluter Mehrheit durchsetzen. Der Wahlkreis Österreich unter der Enns 63 umfasste die Gerichtsbezirke Melk, Mautern und Herzogenburg, wobei die zum Wahlbezirk 41 gehörenden Gemeinden Melk, Pöchlarn (beide Gerichtsbezirk Melk) und Herzogenburg vom Wahlbezirk ausgenommen waren.
Aus der Reichsratswahl 1907 ging Alois Lechner (Christlichsoziale Partei) als Sieger im ersten Wahlgang hervor. Er konnte 80 Prozent der Stimmen erreichen, während der Sozialdemokrat Johann Pölzer auf 19 Prozent kam. Bei der Reichsratswahl 1911 konnte Lechner sein Mandat erfolgreich verteidigen. Er setzte sich mit 72 Prozent erneut im ersten Wahlgang durch. Den zweiten Platz belegte wieder der Sozialdemokrat Pölzer, der 17 Prozent erreichte.

## Wahlen

### Reichsratswahl 1907
Die Reichsratswahl 1907 wurde am 14. Mai 1907 (erster Wahlgang) durchgeführt. Die Stichwahl entfiel auf Grund der absoluten Mehrheit von Alois Lechner im ersten Wahlgang.
| Kandidat                                                                     | Partei                             | Wahlkreis- stimmen | Stimmen- anteil |
| ---------------------------------------------------------------------------- | ---------------------------------- | ------------------ | --------------- |
| Alois Lechner                                                                | Christlichsoziale Partei           | 6507               | 79,6 %          |
| Johann Pölzer                                                                | Sozialdemokratische Arbeiterpartei | 1565               | 19,2 %          |
| Sonstige                                                                     |                                    | 95                 | 1,1 %           |
| Wahlberechtigte: 8785, Ungültige/Leere Stimmen: 276, Wahlbeteiligung: 96,1 % |                                    |                    |                 |

### Reichsratswahl 1911
Die Reichsratswahl 1911 wurde am 13. Juni 1911 (erster Wahlgang) durchgeführt. Die Stichwahl entfiel auf Grund der absoluten Mehrheit von Alois Lechner im ersten Wahlgang.
| Kandidat                                                                     | Partei                             | Wahlkreis- stimmen | Stimmen- anteil |
| ---------------------------------------------------------------------------- | ---------------------------------- | ------------------ | --------------- |
| Alois Lechner                                                                | Christlichsoziale Partei           | 5809               | 72,3 %          |
| Johann Pölzer                                                                | Sozialdemokratische Arbeiterpartei | 1387               | 17,3 %          |
| Franz Freiinger                                                              | Deutscher Hauer- und Bauernbund    | 686                | 8,5 %           |
| Sonstige                                                                     |                                    | 158                | 2,0 %           |
| Wahlberechtigte: 8858, Ungültige/Leere Stimmen: 427, Wahlbeteiligung: 95,6 % |                                    |                    |                 |